# Marlow United Football Club
Maillots
Le Marlow United Football Club est un club de football anglais fondé en 1976 et basé à Marlow. Il dispute sa première compétition officielle durant la saison 1977/78 en Wycombe & District Football League. Le club rejoint la Reading Football League Premier Division en 1989. Il est sacré champion de la Reading Football League Senior Division à la fin de la saison 2005/06. Marlow United jouera la saison 2006/07 en Hellenic Football League Division One East. L'actuel président du club est Jock Edwards, le club évolue en Hellenic League Division One East (D10).